# Pontogeneia stocki
Pontogeneia stocki is een vlokreeftensoort uit de familie van de Pontogeneiidae. De wetenschappelijke naam van de soort is voor het eerst geldig gepubliceerd in 1990 door Hirayama.